# Key Tower
La Key Tower, dessinée par Cesar Pelli, est le plus haut gratte-ciel de Cleveland, dans l'Ohio.
Elle se trouve sur Public Square.